# 马修·米查姆
马修·米查姆（英語：Matthew Mitcham，1988年3月2日—），生于布里斯班，澳大利亚男子跳水运动员。

## 生平
马修·米查姆自小學習蹦床，曾參加1999年及2001年世界少年蹦床錦標賽，一度是世界少年蹦床冠軍。在1999年11歲時被澳大利亞體育學院室（Australian Institute of Sport）跳水教練王同祥（Wang Tong Xiang）發掘學習跳水，雙線發展，於2001年獲得澳洲全國跳水分齡賽3米彈板及10米跳台的冠軍，更獲選年度最佳跳水運動員（Diver of the Year）。
2002年马修·米查姆專心發展跳水，贏得2002年、2003年及2004年澳洲少年跳水錦標賽所有彈板項目，以14歲之齡獲選代表澳洲參加世界少年跳水錦標賽（World Junior Diving Championships）。兩年後的2004年世界少年跳水錦標賽，年僅16歲的马修·米查姆奪得1米彈板、3米雙人彈板及10米跳台的銀牌。但在雅典奧運會選拔賽中，马修·米查姆在4項參賽項目全部以一位之微而落選。
马修·米查姆曾因訓練、競賽、四处參賽及學業之間不能取得平衡，身心俱疲的马修·米查姆於2006年退出跳水競賽。9個月之後復出參賽，移居悉尼跟隨新南威爾斯州體育學院（New South Wales Institute of Sport）墨西哥籍教練蘇比奴（Chava Sobrino）訓練，減少競賽次數，先在2008年1月在澳洲跳水公開賽（2008 Australian Open Championships）包攬1米彈板、3米彈板及10米跳台的冠軍，是近14年來的第一人。於2月好運北京第16屆國際游總跳水世界盃（16th FINA World Diving Cup）獲得男子10米跳台第5名後，繼於5月舉行的格蘭披士跳水賽美國站（2008 FINA USA Grand Prix），憑藉決賽6跳中第4跳獲得4個10分，以507.20的總分獲得冠軍。2008年北京奥运会男子10米跳台憑藉最後一跳的出色發揮，再獲得4個完美的10分，決賽6跳總和為537.95的成績获得金牌，使得中國跳水隊未能囊括跳水項目所有金牌。是自1924年迪克·伊夫（Dick Eve）以來首位奪金的澳洲男子跳水運動員。
2012年，馬修·米查姆參加2012年倫敦奧運會男子10米高台跳水比賽，但在準決賽中僅排名第13位，無緣決賽。其後，馬修·米查姆透露，他將不再參加跳臺跳水比賽，而是轉戰跳板賽場。

## 私人生活
马修·米查姆就讀昆士兰大学中國語文學系，學習中文。
马修·米查姆是一个出柜的同性恋者，其伴侶拉捷恩（Lachlan）隨同到北京支持马修·米查姆作賽。在参加2008年北京奥运会的1万多名运动员里头，有10名公开的女同性恋者，及1名公开的男同性恋者——那个人就是马修·米查姆。
2012年11月, 他出版自傳《曲折之路》(Twists and Turns)，書中講述了他的奮鬥歷程，米查姆大膽自曝曾染上毒癮並患上抑鬱症。在自傳中，馬修講述他的奮鬥歷程以及作為一名同性戀者的生活點滴，其中透露自己青少年時沒有自信，焦慮、恐慌甚至有自殘行為。
2008年北京奧運後, 儘管事業取得了成功，但是因為傷病等等的問題, 他還是陷入了自我懷疑，而且傷病不斷加重，他開始吸食冰毒緩解心情。
2011年，米查姆匿名尋求戒毒幫助，在家人和朋友的支持下，他成功戒掉了毒癮。現在他在備戰2014年在格拉斯哥舉辦的英聯邦運動會。
“答案仍然在躲避著我。”他在書中寫道：“終有一天我會徹底解決。”

## 外部連結
- 個人官方網站 （页面存档备份，存于）
- 馬修·米查姆的Instagram帳戶 （页面存档备份，存于）
- 澳洲跳水協會：马修·米查姆簡介 （页面存档备份，存于）
- 澳洲型男金牌得主直認同性戀
- 奧運跳水 男10公尺跳台澳奪金 中國八金夢碎